# Cecilius Calvert
Cecilius Calvert, 2.º Barão de Baltimore ou Lord Baltimore (Kent, 8 de agosto de 1605 – Middlesex, 30 de novembro de 1675) foi um colonizador inglês, primeiro proprietário da Província de Maryland na América do Norte. Ele recebeu as terras como herança de seu pai, George Calvert, que faleceu antes de conhecer o território. Deu continuidade ao projeto de formação de uma colônia segura para os recusants (católicos britânicos), única, neste aspecto, entre todas as colônias originais da Nova Inglaterra.